# Sinomicrurus
Genre
Sinomicrurus est un genre de serpents de la famille des Elapidae. 

## Répartition
Les espèces de ce genre se rencontrent en Asie de l'Est, en Asie du Sud-Est et dans l'est de l'Asie du Sud. 

## Liste des espèces
Selon The Reptile Database (30 sept. 2024) :
- Sinomicrurus annularis (Günther, 1864)
- Sinomicrurus boettgeri (Fritze, 1894)
- Sinomicrurus gorei (Wall, 1909)
- Sinomicrurus iwasakii (Maki, 1935)
- Sinomicrurus japonicus (Günther, 1868)
- Sinomicrurus kelloggi (Pope, 1928)
- Sinomicrurus macclellandi (Reinhardt, 1844)
- Sinomicrurus peinani (Liu, Yan, Hou, Wang, Nguyen, Murphy, Che et Guo, 2020)
- Sinomicrurus sauteri (Steindachner, 1913)
- Sinomicrurus swinhoei (Van denburgh, 1912)

## Publication originale
- Slowinski, Boundy & Lawson 2001 : The phylogenetic relationships of Asian coral snakes (Elapidae: Calliophis and Maticora) based on morphological and molecular characters. Herpetologica, vol. 57, p. 233-245.